# 動產
動產為移動後仍不改變性質、損害經濟效用及經濟價值的物，於大多數國家与地区並未以法律條文清楚列舉，多認為不動產及定著物以外之物即屬動產，如英國、日本、台灣及中國等，而法國民法採列舉方式定義動產，法律上能支配控制的各種自然力、與土地分離後的花草、果實也屬動產，如電腦、台車等均屬之。
動產物權可為所有權、質權、留置權、動產抵押權的標的物。
一般動產於移轉時多不須登記，僅交付即完成移轉。而價值較高，交易上習慣以較慎重方式為之的動產，稱為準不動產，於所有權移轉、租賃、抵押等情況多須登記，如：船舶、民用航空器等屬準不動產。